# Notalina arena
Notalina arena är en nattsländeart som beskrevs av Stclair 1991. Notalina arena ingår i släktet Notalina och familjen långhornssländor. Inga underarter finns listade i Catalogue of Life.